# 專案管理三角形

專案管理三角形

專案管理三角形（Project Management Triangle）也稱為專案三角形是在项目管理上有關限制的模型。最早提出者不明，最晚在1950年代起就開始使用。專案管理三角形是在以下內容中取捨：
1. 專案工作的品质會受到專案預算、時程及專案範圍（特徵）所限制。
2. 项目经理可以在各限制條件之間取捨。
3. 一個限制條件中的調整多半會影響到其他的限制條件，有可能有些限制條件要妥協，或是犠牲品質。

例如，專案可以在增加預算或是縮小範圍的情形下加速完成。同樣的，加大專案範圍也需要對應增加預算或拉長時程。若減少預算，但專案範圍及時程都不調整，會讓專案的品質下降。
不過在實務上，有些專案限制上的取捨不一定可行。例如，在任務全滿的專案中投入金錢（及人力）可能無法加速專案，反而會讓專案慢下來。而且在運作不良的專案中，可能無法在不影響品質的情形下調整預算、時間及專案範圍。
專案管理三角形常用來分析專案，不過專案管理三角形常會誤用，定義成功的專案是在事先規劃的預算及時程內，以合理的品質，發佈必要範圍的專案。
專案管理三角形因為缺乏了有關利益相關者的影響、學習及使用者滿意度等有關成功的關鍵因素，因此不足以作為成功專案的模型。

## 簡介
時間的限制是指要完成專案中所有工作需要的時間，成本的限制是指可以用於此專案的預算，專案範圍的限制是指為了產生專案結果，所需要進行的工作。這三個限制條件常常是互相競爭的：若專案範圍擴大，成本及時間都會增加。若時程縮短，意味著成本提高以及專案範圍縮小，若專案預算減小，可能專案時間加長或是專案範圍減小。
專案管理的工作就是提供專案團隊人員（不只是專案經理）工具以及技術，在滿足限制條件的前提下，組織其工作。
另一個管理專案的方式是考慮財務、時間及人力资源的限制。若希望早點完成工作，可能可以在此項目上投入多一些人，但這會讓專案的成本提高，此時若要維持專案的成本，就需要在專案的其他部份節省一些支出，使總成本不變。
在一些專案管理的示意圖中，會用三角形來表示時間、資源以及技術目標，不過有些是用來當成三角形的三個邊，不是三個角。John Storck曾任美国管理协会的講師，其「基本專案管理」課程中用了一對三角形，分別是外三角形及內三角形，說明專案的目的：在時限內或是準時完成、恰好符合預算或是較預算低、符合或是超過要求的範圍。二個三角形之間的距離說明三個元素和原先規劃的不同之處。專案偏重的元素可以從距離得知。他用了非常強調時間的專案，是縱貫阿拉斯加管道，不花多少錢，都一定要如期完成。在開發數年之後，在專案時程完成的四分鐘後，油就從管道的末端流出了。在這個例子中，內三角形的時間恰好就在外三角形的時間上，針對技術目標也是如此。不過因為經費超過預算很多，因此內三角形的費用其實已落到外三角形之外。
James P. Lewis 認為「專案範圍」即為三角形的面積，可以視為是一個使專案成功的變數。他提到PCTS（性能、成本、時間、範圍），並且認為專案可以選擇其中的三項。
專案三角形的實際價值是表示專案中的複雜程度。三角形的面積表示在這三個互相競爭的價值中，幾乎是無限的選擇方式。在了解這些在三角形內無限多的變化，配合專案三角形的圖有助於專案的決策及計劃，並且讓專案成員及專案所有者可以有一致的資訊。

## STR模型
STR模型（STR model）是一個數學模型，將專案管理三角形視為是以下關係的抽象圖形描述：
專案範圍（Scope）表示複雜度（也表示品質），資源（Resources）包括人力、財務以及物質方面的，而這些都不是無限量的，而且彼此之間也有一些相關的限制。例如，一位麵包師傅用一個烤箱可以在一小時烘烤一條麵包，但因為烤箱烘烤容量的限制，十位麵包師傅無法同時用一個烤箱，在一小時烘烤十條麵包。

## 專案管理三角形的三個元素

### 時間
為了分析需要，可以用一些工具來估算開發可交付樣品需要的時間。其中一個方式是用工作分解结构（WBS）列出產出可交付樣品過程中需要進行的工作。估計每一項工作需投入的時間，贊再整理得到總時間。
工作之間也要安排優先順序、識別各工作之間的其相依性，在專案時程中列出這些資訊。工作的相依性會影響專案的總時間（ 相依限制），也會影響可用的資源（資源限制）。時間和所有其他的資源和成本不同，需要獨立處理。
要預估現有專案成本時，可用以往類似專案的成本為基礎。
依照專案管理知識體系指南（PMBOK），專案時間管理的程序如下：
1. 計畫時程管理
2. 定義活動
3. 排序活動
4. 估計活動資源
5. 估計活動期間（英语：Duration (project management)）
6. 發展時程
7. 管控時程

#### 計畫時程管理
- 基於各項關於發展、管理、執行以及控制的文件，擬定政策以及執行步驟，為日後的專案提供一個初步的時程計畫。

#### 定義活動
- 在此過程，團隊成員透過各種具體的行動，為專案定義一個或數個可交付成果。利用WBS技術，將各項工作分解至最底層WBS工作包，再分解成易於控制的細項活動(工作)，構成專案的最基本要素，用來安排時程與進行管制的最小工作單元。

- 輸入：管理計畫、範圍基線、企業環境因素、組織過程資產。
- 工具：分解、滾動式規劃、專家判斷。
- 輸出：活動列表、活動屬性、里程碑列表。

#### 活動排序
- 排序活動是指透過一系列的行動，定義並記錄各個活動之間的邏輯因果關係。在一個專案裡，除了最初與最終的活動，每個活動至少會有一個甚至數個前置活動、後繼活動，彼此在時程上緊緊相連，互相影響。一個務實、可行的時程計畫，必須為各個活動安排提前與滯後時間，在實務上可透過人工的安排，或者是自動化的技術達成。

- 輸入：活動清單、活動屬性、里程碑清單、專案範圍說明書、組織過程資產。

- 工具：活動節點表示法、確定依賴關係、時間提前、滯後量的利用、進度網絡模型。

- 輸出：專案進度表、活動清單更新、活動屬性更新、需求變動。

#### 估計活動資源
- 在此流程，團隊成員估算每一項活動所需的材料、人力、設備及用品的種類、需求數量。

- 輸入：企業環境因素、組織過程資產、活動清單、活動屬性、可利用資源、專案管理計畫。

- 工具：專家建議與判斷、備案分析、出版的估算數據、專案管理軟體的導入、由下往上估算法。

- 輸出：活動資源需求、資源結構分解、資源日曆、文件更新

#### 估計活動期間
- 估算活動工期，是依據活動資源估算的結果，去估計完成每一單項活動所需要的工作時數。活動工期估算所依據的資訊與數據應該都要被記錄。

- 每項活動，由最熟悉該活動的個人或小組提供活動期間估計的各項所需資訊。隨著專案設計工作的推進，資訊會越來越精確、明朗，活動期間估計的準確性與品質也隨之逐步提高。

- 輸入：活動清單、活動屬性、資源需求、資源日曆、管理計畫、專案範疇說明書、企業環境因素、組織過程資產

- 工具：專家建議與判斷、類比估算、參數估算、三點估算、儲備分析

- 輸出：活動期間估計、更新專案文件

#### 時程建立
- 分析前述活動順序、工期、資源需求和時程限制等，建立專案時程，來呈現所有活動的預定開始和結束時間。 不同排程目標，會產生不同的時程，如追求最低成本或追求最短時間。當專案時程核准後，即成為時程基線，做為專案進度追蹤或管制基準。 當有專案時程變更請求時，須透過整合變更管制審查核准，始得變更。 排程技術和方法，有里程碑圖、甘特圖、專案網路圖等。

- 輸入資料或文件：專案管理計畫書 、專案文件 、協議 、企業環境因素 、組織流程資產

- 工具：時程網路分析、要徑法、排程技術、平行法 、資源最佳法、關鍵鏈法、提前和延後量 、時程壓縮、資料分析、專案管理資訊系統、敏捷釋出規劃

- 輸出：時程基線 、專案時程、時程資料、專案日曆、專案管理計劃書更新、專案文件更新

#### 時程管控
- 當時程基線建立後，管制時程過程即開始，須瞭解目前專案之：確定專案時程現況、了解影響時程變更因素、重新考慮必要的時程準備、確認專案時程是否已經變更、變更實施發生時進行管制、績效審查是管制使用中運用的工具，就目前進度資料，比對時程基線以瞭解專案是否落後或提前，以及造成專案時程差異，並做差異分析以決定專案是否採取矯正措施。

- 輸入資料或文件：專案管理計畫書、專案文件、工作績效資訊、組織流程資產

- 工具：資料分析、要徑法

- 產出：工作績效資訊、 時程預測、時程變更請求、專案管理計劃書更新、專案文件更新、組織流程資產更新

### 成本
專案的成本和許多因素有關，包括資源、工作包、劳动率，以及如何緩和或控制會讓成本變異的影響因素。有關成本的工具有风险管理、成本應急、成本升级及間接成本。不過除了這個之外，需考慮基本的會計學概念，例如固定成本及變動成本，另外，經濟成本也需要考慮到工作者的技能及生產力，這些用各種的專案成本預計工具可以計算的。在公司雇用臨時人員，契約人員或是將工作外包時，這些都是重要的因素。

##### 有關成本的程序
- 成本預估（Cost Estimating）是有關要完成所有活動，需要所有資源對應成本的近似值。
- 成本预算（Cost budgeting）會累計所預估的資源，工作包（work package）及活動的總成本，建立成本基準（cost baseline）。
- 成本控制（Cost Control）利用許多成本管理的工具，影響並且控制那些會造成成本波動及變異的因素。

###### 專案管理成本估算工具[12]
- Analogous Estimating(類比估算法)：將過去類似專案之實際成本作為現在專案預估的基礎，須注意其間差異，如期程、規模、地點、複雜、技術、風險、資源…等差異，做適當調整與修訂。

- Determining Resource Cost rates(決定資源成本比例)：對於完成專案活動所需資源的可能成本，進行量化評估，獲得完成專案所需的期望成本。

- Bottoms Up estimating(由下而上估算法)：估算每一個別活動工作成本，再彙整出專案所需之總成本。

- Parametric Estimating(參數估算法)：依專案特性將其參數應用在數學模型中，以預測專案成本。通常用於專案初步階段。

- Vendor Bid Analysis(供應商投標分析)：將供應商多次投標的結果平均，並分析之。

- Reserve Analysis (準備金分析)：彙總專案裡各項活動的所需成本，在其成果（總成本）加上一筆準備金。準備金的數目，取決專案經理的判斷—經考量各項因素之後而得到結果。

- Cost of Quality Analysis(品質成本分析)：分析、估算專案裡每一項活動，為了達到最高品質所需要的成本

- Project management software(專案管理軟體)：各種可用於成本分析的軟體

### 範圍
範圍是指要達到成果需要滿足的規格。會針對專案要完成的目的有整體的定義，也會詳細敘述最後完成的內容。範圍的主要成份是最終成品的品質。投入的總時間除以要進行的工作，這可以定義專案的整體品質。有些工作投入一些時間可以有不錯的成果，若投入更多時間，會有非常好的成果。在大型的專案裡，品質對時間及成本有相當的影響（反之亦然）。
若將專案的三個限制放在一起，就形成這句標語：「時程內，符合規格，預算內」。此時，可以將s代表的時程（scope）用規格（spec）代替。

## 外部連結
- 维基共享资源上的相關多媒體資源：專案管理三角形